# Metagrion triste
Metagrion triste – gatunek ważki z rodziny Argiolestidae.
Owad ten jest endemitem Nowej Gwinei; prawdopodobnie występuje jedynie w górach Pegunungan Cycloop na północnym wschodzie indonezyjskiej części wyspy.